# Liv Clasvogt
Liv Clasvogt (* 23. Mai 2002) ist eine deutsche Schauspielerin.

## Leben
Liv Clasvogt spielte ihre erste Rolle im Jahr 2019 in dem Kurzfilm Rot, Rot, Rot. Es folgten Auftritte in der Dramedyserie Sankt Maik (2021) von RTL und der Fernsehserie Babylon Berlin (2022) für Sky und Das Erste (Koproduktion). 2022 war sie zudem in dem Fernsehfilm Meine Mutter raubt die Braut von Bettina Schoeller mit Diana Amft, Margarita Broich und Marion Kracht zu sehen.
Im Jahr 2023 verkörperte sie in dem Fernsehfilm Sörensen fängt Feuer von und mit Bjarne Mädel in einer Hauptrolle eine verstörte, blinde junge Frau (Jette), die offensichtlich jahrelang von ihrem Vater weggesperrt wurde. Neben ihr spielten Katrin Wichmann, Leo Meier und Joachim Meyerhoff.

## Filmografie (Auswahl)
- 2019: Rot, Rot, Rot (Kurzfilm)
- 2021: Sankt Maik (Fernsehserie) – Der einzig korrekte Mann in der Kirche
- 2021: Intermezzo (Kurzfilm)
- 2022: Babylon Berlin (Fernsehserie) – 2 Folgen
- 2022: Meine Mutter raubt die Braut (Fernsehfilm)
- 2023: Sörensen fängt Feuer (Fernsehfilm)